# Heinrich Barthel
Johann Heinrich Barthel (* 13. März 1814 in Kirchengel; † 9. Dezember 1894 in Bebra) war Mitglied des Landtags des Fürstentums Schwarzburg-Sondershausen.
Heinrich Barthel war der Sohn des Anspänners Johann Christian Barthel und dessen Frau Johanna Friederike Eleonore Böttner. Heinrich Barthel, der evangelisch-lutherischen Glaubens war, heiratete am 6. November 1842 in Hohenebra Dorothee Christiane Kühmstedt (* 29. Januar 1818 Hohenebra; † 24. Juni 1890 Bebra), die Tochter des Anspänners Christoph Heinrich Kühmstedt.
Heinrich Barthel war Zimmer- und Maurermeister in Sondershausen, später Ziegeleibesitzer und Ökonom in Bebra. Er war Schiedsmann für Bebra und Jechaburg (1864, 1867, 1870, 1873) und seit dem 7. Februar 1868 Amtsverwalter.
Von 1850 bis 1852 war er Mitglied des Bezirksausschusses des (1.) Verwaltungsbezirks (Sondershausen) und vom 28. November 1853 bis zum 31. Dezember 1855 Mitglied des Schwarzburg-Sondershäuser Landtags für den Wahlkreis der Höchstbesteuerten 1.